# Snyggingar
Snyggingar (franska: Mignonnes) är en fransk dramafilm från 2020 skriven och regisserad av Maïmouna Doucouré. Filmens handling kretsar kring den 11-åriga fransk-senegalesiska flickan Amy som hamnar i en konflikt mellan å ena sidan sin strikta muslimska familjs traditioner och å andra sidan internetkultur.
Filmen är enligt filmskaparna avsedd att kritisera sexualiseringen av flickor som inte nått tonåren.
Medan filmen generellt sett fick positiva recensioner från professionella kritiker, var filmen och marknadsföringskampanjen av Netflix samtidigt ett ämne för kontrovers och fick omfattande kritik på Internet. Flera amerikanska politiker hävdade att filmen sexualiserar unga flickor och bad Netflix att ta bort den från sin plattform.

## Rollista (i urval)
| Fathia Youssouf       | – Amy      |
| Médina El Aidi-Azouni | – Angelica |
| Maïmouna Gueye        | – Mariam   |
| Esther Gohourou       | – Coumba   |
| Ilanah Cami-Goursolas | – Jess     |
| Myriam Hamma          | – Yasmine  |
| Mbissine Thérèse Diop | – Tant     |
| Demba Diaw            | – Ismael   |
| Mamadou Samaké        | – Samba    |

## Produktion
Rollbesättningen för filmen tog nästan sex månader. Cirka 700 flickor provspelade för huvudrollen; i slutändan valdes 11-årige Fathia Youssouf.
Regissören Maïmouna Doucouré sade att hon "skapade ett förtroendeklimat mellan barnen och mig själv" under filminspelningen. Hon uppgav också att hon arbetade med en barnpsykolog under inspelningen.
Doucouré tillbringade nästan 18 månader på att undersöka studier om hur unga flickor i åldern 10–12 år exponeras för vuxeninnehåll och sexuella bilder på sociala medier för att visa upp den exakta verkligheten i filmen.
Inspelningen ägde rum på olika platser i Frankrike.

## Distribution

### Internationell distribution
Den 10 september 2020 började #CancelNetflix-trenden på Twitter i USA (en dag efter lanseringen av filmen internationellt), och den brittiska tidningen The Guardian rapporterade att oppositionen mot filmen kom från hela det politiska spektrumet. Prenumeranter på Netflix hotade upprepade gånger att avsluta sina prenumerationer efter att filmen släpptes på plattformen.
Strax efter släppet på Netflix hade Snyggingar ett IMDb-betyg på 1,7/10.
Trots kontroversen nådde filmen topp 5 i USA på Netflix, liksom topp 10 i 17 andra länder. Det har emellertid också noterats att det förekom en minskning av abonnemangsförlängningar till Netflix, troligtvis på grund av filmen. Flera dagar efter det att filmen släpptes ökade antalet avbokningar av Netflix-abonnemang åtta gånger mer än normalt.

### USA:s politiska svar
Amerikanska senatorn Josh Hawley från Missouri uppmanade Netflix informellt att diskutera filmen "inför kongressen" i en tweet. Amerikanska senatorn Mike Lee från Utah skickade ett brev direkt till Netflix VD Reed Hastings och begärde "en förklaring om [Hastings] syn på huruvida det potentiella utnyttjandet av minderåriga i denna film utgör kriminellt beteende".
Den 6 oktober 2020 meddelade en delstatsdomstol i Texas att de skulle väcka åtal mot Netflix. Åtalet väcktes efter att en åtalsjury beslutat att Netflix hade brutit mot lagen genom att medvetet sprida material som visar barn på ett sexuellt sätt.